# Нельмач (село)
Нельма́ч (от нар. нял маҗь — голая тайга) — село в Парабельском районе Томской области России. Входит в состав Заводского сельского поселения. Возглавлял упразднённый Нельмачёвский сельсовет. Население 233 чел. (2021) .

## География
Находится в центральной части региона, в лесной местности, у реки Нельмач, вблизи её впадения в реку Парабель.
уличная сеть
- Переулки: Дачный пер., Школьный пер.
- Улицы: ул. Береговая, ул. Лесная, ул. Сибирская, ул. Советская

Климат
Находится на территории, приравненной к районам Крайнего Севера.

## История
Исторический населённый пункт южных селькупов (группа чумэлкуп). Объясняется топоним Нельмач Э. Г. Беккер из селькупского нэ̄ — «дочь» и маҗь — «лес, яр», то есть «дочерний яр».
В начале 1929 г. жители старинного селькупского посёлка юрты Соиспаевы (Саиспаевы) в нескольких километрах от нынешнего Нельмача из-за наплыва спецпереселенцев были вынуждены выехать на р. Тым, но через год-два многие вернулись обратно на Парабель, основав новое поселение – Нельмач, напротив устья р. Нельмач.
В пос. Нельмач на р. Парабели был записан вариант устройства селькупской уличной печи (точнее, момент создания свода):
В глину втыкали черёмуховые дуги и накрывали старой сетью – сайпо́м. Полученный остов обмазывали глиной, наращивая постепенно слой. Затем остов прогорал и оставался глиняный свод.Макшина Нина Степановна, селькупка (чумэлкуп). Полевая запись Тучковой Н.А., 1992, п. Нельмач.
Возглавляло Нельмачёвский сельсовет.
В соответствии с Законом Томской области от 15 октября 2004 года № 225-ОЗ село вошло в состав образованного муниципального образования Заводское сельское поселение.
В современном (2014) пос. Нельмач есть неофициальная «улица остяцкая», т.е. вдоль линии берега и «улица кержацкая», идущая вторым рядом домов.

### Культовые места селькупов
По источнику.
В 1931 г. соиспаевские селькупы основали новый посёлок Нельмач на правом берегу р. Парабели напротив устья р. Нельмач (название посёлка дано по реке). Место оказалось затопляемым, и позднее, в 1941 г., жители перебрались на парабельское левобережье непосредственно к нельмачёвскому устью.
На самом старшем из Соиспаевых, обосновавшихся на новом месте, лежала ответственность за общение с ирреальными хозяевами этой земли — духами. Народная память с конкретным лицом — В. И. Соиспаевым — связывает создание нового культового объекта: «Он сам выбрал неподалёку высокую ёлку в лесу у озера и сам стал носить туда подарки — лоскутки, ленты, и на эту ёлку вешать, чтоб зверя в лесу добывать можно было». Его сыновья, «пока верили», тоже носили.
Обустроившись в Нельмаче, Соиспаевы столкнулись с еще одной проблемой: бывшее кладбище на Могильном плёсе оказалось теперь выше по Парабели, чем поселение. Хоронить там стало невозможно – «покойники могли спуститься вниз по течению реки за живыми». Поэтому хоронить стали еще ниже по Парабели относительно нового поселения, но в пределах границы «своей» промысловой территории.
В д. Соиспаево и п. Нельмач родовые культовые амбары с деревянными фигурками духов — ло̄т келе́ – располагались в юго-западной стороне от поселений, вверх по течению реки.
Южные селькупы общались с водным пространством общались посредством черёмуховых деревьев (например, удра́ш мӯҗь (букв. «остановись — изгиб реки») около Нельмача, где на ветки черемошника вешали темные тряпочки).

### Население
| 1952 | 1959 | 1970 | 1977 | 1979 | 1989 | 2002 | 2010 | 2012 | 2013 | 2014 |
| ---- | ---- | ---- | ---- | ---- | ---- | ---- | ---- | ---- | ---- | ---- |
| 74   | ↗507 | ↘492 | ↘457 | ↘436 | ↗480 | ↘399 | ↘310 | →310 | ↗312 | ↘311 |
| 2015 | 2021 |      |      |      |      |      |      |      |      |      |
| ↘305 | ↘233 |      |      |      |      |      |      |      |      |      |

Национальный состав
Согласно результатам переписи 2002 года, в национальной структуре населения русские составляли 78 % от общей численности населения 388 чел..

## Инфраструктура
Нельмачевская основная школа (Школьный пер., 4)
Библиотека-филиал п. Нельмач (Сибирская ул., 22)
Отделение почтовой связи Нельмач 636633
Фельдшерско-акушерский пункт ОГБУЗ "Парабельская районная больница" с. Нельмач (ул. Сибирская, 22)

## Транспорт
Связь с населённым пунктом осуществляется через речной порт и по просёлочным дорогам. Подъездная дорога на автотрассу Могильный Мыс — Парабель — Каргасок (часть федеральной автомагистрали Северный широтный коридор).